# 塞兰
塞兰又名賽拉姆或賽里木（羅馬化：Sayram 或 Sairam，發音：[sɑjˈrɑm]），在今哈萨克境内，奇姆肯特市东13公里处，人口约四万余。塞兰河从市中流过。塞兰是哈萨克共和国最古老的城市，有三千年历史。古时曾是丝绸之路上阿尔马立克与撒马尔罕之间必经之地。波斯历史学家拉施德丁（Rashid Eddin 1247年- 1318年） 认为塞兰古时称为Kary Sailam, 是一座规模
宏大的古城，周围共有40道大门，横贯全城需要足足一天时间。
《大唐西域记》记载的白水城，即今哈薩克共和國奇姆肯特東南塞兰。
元朝炮水手元帅，薛塔剌海，从元太祖成吉思汗攻赛兰（即塞兰），以炮立功。
常德《西使记》和《长春真人西游记》都提到塞兰。
明朝永乐十一年（1413年）吏部验封司员外郎陈诚、苑马寺清河监副李暹出使西域，前往帖木儿帝国首都哈烈时，曾取道阿力马力、哈拉乌只、赛兰城、达失干、沙鹿黑叶、撒马儿罕等帖木儿帝国属地。陈诚记录：“塞兰城在达失干之东，西去撒马儿罕一千三百里，城周回二三里，四面俱平原，略无险要，人烟稠密，树木长茂，流水环绕，五谷繁殖。秋夏间，草中生小黑蜘蛛，为毒滋甚……头足被其伤者，多翻滚就地而死”。出香草可辟蠹虫”。
1419年11月帖木儿帝国国王沙哈鲁，派遣庞大的代表团会访中国，取道撒马儿罕，
达失干、赛兰，入吐鲁番，到哈剌和卓，受到中国官员迎接。

## 延伸阅读
[在维基数据编辑]
 《欽定古今圖書集成·方輿彙編·邊裔典·賽藍部》，出自陈梦雷《古今圖書集成》
 《明史卷三百三十二》，出自《明史》